# ماريون روس
ماريون روس (بالإنجليزية: Marion Ross)‏ هي ممثلة أمريكية، ولدت في 25 أكتوبر 1928 في الولايات المتحدة.

## أعمال

### أفلام
- (1954) قصة جلين ميلر
- (1956) حول العالم في 80 يوما[5][6][7]
- (1956) رغبة في الحياة
- (1958) معلم الحيوانات الأليفة
- (2008) سوبر هيرو موف[8]

### مسلسلات
- أيام سعيدة
- الإخوة والأخوات
- بنات غيلمور
- ذا درو كاري شو
- ذا ميدل

## وصلات خارجية
- ماريون روس على موقع IMDb (الإنجليزية)
- ماريون روس على موقع روتن توميتوز (الإنجليزية)
- ماريون روس على موقع قاعدة بيانات الأفلام العربية
- ماريون روس على موقع ألو سيني (الفرنسية)
- ماريون روس على موقع ميوزك برينز (الإنجليزية)
- ماريون روس على موقع تيرنر كلاسيك موفيز (الإنجليزية)
- ماريون روس على موقع أول موفي (الإنجليزية)
- ماريون روس على موقع قاعدة بيانات برودواي على الإنترنت (الإنجليزية)
- ماريون روس على موقع قاعدة بيانات الأفلام السويدية (السويدية)
- ماريون روس على موقع إن إن دي بي (الإنجليزية)